# Awake (Godsmackova pjesma)
"Awake" je singl hard rock/heavy metal grupe Godsmack. Objavljen je 2000. godine. Naslovna pjesma "Awake" nalazi se na istoimenom albumu.

## Popis pjesama
1. "Awake (radio edit)" – 4:33
2. "Awake (LP Version)" – 5:04
3. "Why" – 3:15
4. "Time Bomb" – 3:59

## Zasluge

### Godsmack
- Sully Erna – vokali, gitara
- Tony Rombola – gitara
- Robbie Merrill – bas-gitara
- Tommy Stewart – bubnjevi